# Kalózok (film, 1999)
A Kalózok egy 1998-ban forgatott, majd 1999-ben bemutatott, színes magyar nagyjátékfilm.

## Cselekmény
Két srác, Pípí és Max huszonévesek, gyerekkoruk óta legjobb barátok. Szenvedélyük a rádiózás, együtt próbálják megtalálni helyüket a "nagybetűs éterben". Amíg nem kapnak hivatalos nyilvánosságot, addig szabadon rabolják a frekvenciát kalózadójukkal. Közben élik a fiatalok mindennapi életét: albérlet, esti zenélés egy kávézóban, és álmodozás egy önálló műsorról. Pípí egy műsorvezető-válogatáson "bedumálja" magát egy kereskedelmi adó állandó programjába, de Max nem jut be. Megmarad-e a barátság, amikor Pípí népszerűsége egyre nő? Hiteles-e még a kalózadó és életérzés, a szabadságba és összetartozásba vetett hit? Ekkor megjelenik Márta, a szomszéd lakásban egyedül élő, izgató és különc fuvolista lány, aki Maxot és Pípít egyaránt elbűvöli. A rádióhullám-lovagok között megindul egy kimondatlan vetélkedés Márta szerelméért. A szerelmi háromszög veszélybe sodorja barátságukat.

## Szereplők
- Gubás Gabi    (Márta)
- Király Attila      (Pipi)
- Bodó Viktor        (Max)
- Kecskés Karina     (Juli)
- Ónodi Eszter       (Anci)
- Máté Gábor        (Farkas)
- Lukáts Andor        (Kristóf)
- Csákányi Eszter     (Asszisztens)
- Rajhona Ádám       (Rendező)
- Szacsvay László     (Postás)
- Bognár Tibor       (Imi)

## Nézettség
A nézettségi adatok szerint 183 525 jegyet adtak el rá.